# Simetria (mecânica quântica)
Em mecânica quântica, as simetrias descrevem características do espaço-tempo e as partículas que permanecem inalteradas sob alguma transformação, no contexto da mecânica quântica, mecânica quântica relativística (RQM)  e teoria quântica de campos, e também com aplicações na formulação matemática do modelo padrão e na física da matéria condensada